# Fácánfarkú bozótkakukk

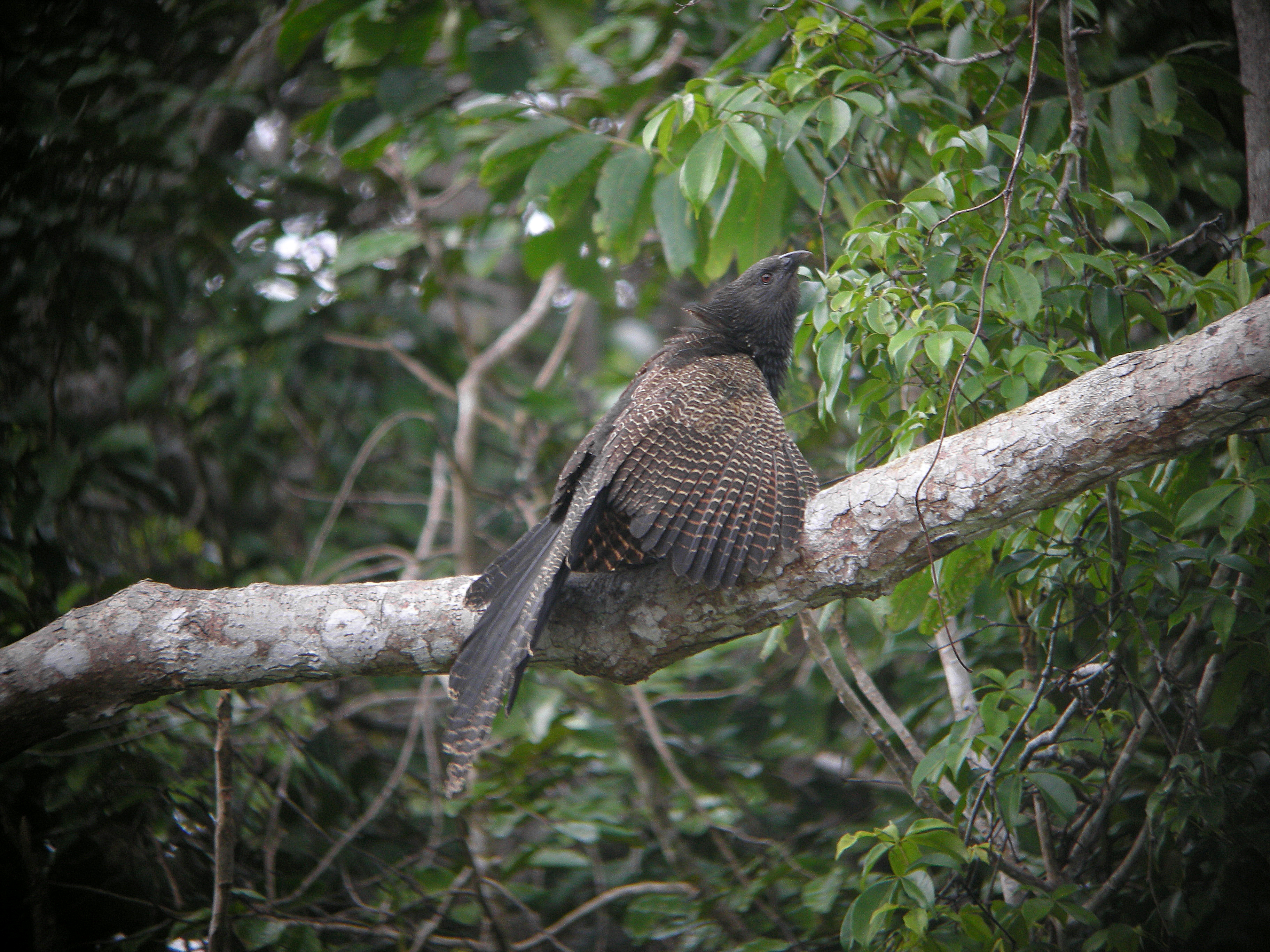

A fácánfarkú bozótkakukk (Centropus phasianinus) a madarak osztályának kakukkalakúak (Cuculiformes) rendjébe, ezen belül a kakukkfélék (Cuculidae) családjába tartozó faj.

## Előfordulása
Ausztrália, Indonézia, Pápua Új-Guinea és Kelet-Timor területén honos, nyílt erdőkben, vizes élőhelyeken. Gyakran megtalálható cukornádültetvények közelében. Gyakran lehet látni kertekben, parkokban; utak, illetve vasúti vonalak mentén.

## Alfajai
- Centropus phasianinus melanurus Gould, 1847
- Centropus phasianinus mui I.J. Mason & McKean, 1984
- Centropus phasianinus nigricans (Salvadori, 1876)
- Centropus phasianinus obscuratus
- Centropus phasianinus phasianinus (Latham, 1802)
- Centropus phasianinus propinquus Mayr, 1937
- Centropus phasianinus thierfelderi Stresemann, 1927

## Megjelenése
Testhossza 50-70 centiméter, testtömege 380 gramm. Szárnyai lekerekítettek. Feje, torka, farka és hasa fekete színű, szárnyai vöröses barnák. A tojó tollazata ugyanolyan mint a hímé, de testalkata nagyobb. A fiatal madarak színe sápadtabb.

## Életmódja
Ha megzavarják, inkább fut mintsem felrepül. Nagyobb rovarokkal, békákkal, gyíkokkal, tojással, fiatal madarakkal és néha kis emlősökkel táplálkozik.

## Szaporodása
Tartós párkapcsolatban él. Ellentétben a többi kakukkfélékel fészket épít és neveli a fiókákat. Fészkét cukornádba, bozótokba építi, fűvel és levelekkel béleli.  Fészekalja 3-5 tojásból áll, melyen 15 napig a hím kotlik. A tojó segít a fiókák etetésében. A fiókák fészekben töltött ideje a kikelés után 13 nap. Egy évben általában egy fészekalj van.

## Külső hivatkozások
- Képek az interneten a fajról
- Ibc.lynxeds.com - videó a fajról